# Ústava
Ústava státu je základní zákon (nebo jejich soubor u ústavy polylegální) státu a nejvyšší právní norma jeho právního řádu. Ústava je právním výrazem existence státu a vytváří pravidla výkonu státní moci a zaručuje občanům základní lidská práva. Zákony a podzákonné právní předpisy musejí být podle pravidla Lex superior derogat inferiori v souladu s Ústavou a ústavními zákony, které dohromady tvoří ústavní řád (v České republice ústavní pořádek České republiky). Na dodržování ústavního řádu dohlíží a případné rozpory prostých zákonů s ním řeší v právních státech obvykle ústavní soudy (výjimkou jsou státy anglosaského právního okruhu, kde tato pravomoc připadá obecným soudům). Ústavní řád může být též chápán jako subsystém práva tvořený nejdůležitějšími právními předpisy určitého právního řádu.[zdroj⁠?!]
Nejdelší psanou ústavou nezávislého státu je ústava Indie, která má v anglickojazyčné verzi se 104 dodatky celkem 146 385 slov. Zemí s druhou nejdelší ústavou je Nigérie (66 263 slov). Naopak nejkratší psanou ústavu má Monacké knížectví (3 814 slov). Zcela nejdelší ústavu s více než 376 000 slovy má americký stát Alabama (průměrná délka státní ústavy v USA je 39 000 slov). Alabamská ústava z roku 1901, měla k začátku roku 2021 celkem 948 dodatků, které tvoří přes 90 % jejího textu (nejnovější dodatek byl přijat v roce 2020, jde také zároveň o nejvíce měněnou ústavu). Důvodem pro takto rozsáhlý text je silně centralistická povaha státu, kdy jsou téměř všechny pravomoci okresní a místní správy a samosprávy řešeny ad hoc přímo v ústavě (např. platy okresních úředníků).
Za nejstarší psanou stále platnou ústavu je považována ústava Spojených států amerických, která byla přijata 17. září 1787. Někdy bývá za nejstarší stále platnou ústavu označována i tzv. ústava Republiky San Marino. Dokument „Leges Statutae Sancti Marini“, přijatý roku 1600, však není ústavou v pravém smyslu slova. San Marino nemá žádnou oficiální ústavu. Průměrná doba platnosti ústavy je přibližně 20 let.

## Obsah ústavy
Moderní ústavy obsahují zpravidla dvě hlavní části.[zdroj⁠?!] První se týká zejména rozdělení a výkonu státní moci ve státě a druhá stanoví postavení člověka vůči státu (což jsou zejména ústavou daná práva a povinnosti). Ústava by tak měla většinou určovat:
- státní režim (demokratický, autoritativní, totalitní),
- formu vlády (parlamentní, prezidentská, poloprezidentská, absolutní),
- státní zřízení (jednotný stát, konfederace, federace),
- dělbu státní moci (jednotná, nebo zákonodárná, výkonná a soudní) a její výkon,
- státní občanství, státní území, hlavní město, státní symboly,
- katalog základních (lidských, občanských, hospodářských, sociálních a kulturních) práv.

### Malá ústava
Malou ústavou se podle Michala Kubáta rozumí zákon omezující se pouze na vytyčení základních principů fungování jednotlivých mocenských institucí a vymezení vztahu mezi nimi.
Příkladem může být švédský Regeringsformen z roku 1634 nebo anglický Instrument of Government z roku 1653.

## Druhy ústav
Prof. Jan Filip z Právnické fakulty MU rozlišuje mj. tyto typy ústav: 

### Podle formy
- psaná – tvořená jedním zákonem (monolegální) nebo více zákony (polylegální), především ústavy zemí kontinentální Evropy a ústava Spojených států amerických. V České republice je ústava polylegální, neboť je brána jako celý ústavní pořádek,[16] vlastní Ústavou je ale jen ústavní zákon č. 1/1993 Sb., Ústava České republiky.[17] [18]
- nepsaná – vytvářená jinými formami práva (historické dokumenty, ústavní zvyklosti, precedenty), například ústavní systémy Spojeného království, Nového Zélandu, San Marina a Izraele.

### Podle původu
- původní – víceméně každá ústava
- přenesená – jestliže je její platnost přenesena na nové území, např. německá ústava (Grundgesetz) po roce 1990 na území bývalé NDR

### Podle způsobu přijetí
- oktrojovaná – jakákoliv ústava vydaná z rozhodnutí panovníka bez souhlasu zastupitelského orgánu. V českých dějinách se tak tradičně označuje Pillersdorfova ústava (dubnová oktrojovaná ústava, 1848) a Stadionova ústava (březnová oktrojovaná ústava, 1849)
- revoluční – vyhlášená revolučně (za tu se dá považovat např. Prozatímní ústava z roku 1918)
- dohodnutá – je výsledkem dohody či kompromisu převážné části společnosti, proto je stabilnější než třeba ústava revoluční

### Podle jejího dodržování
- reálná – ústava je skutečně dodržována, jde o základní znak právního státu
- fiktivní – formálně existující, ovšem nedodržovaná (např. Ústava Československé republiky)

### Podle způsobu změny
- flexibilní – ústavu lze měnit prostým zákonem (Lex posterior derogat priori –⁠ pozdější účinný právní předpis ruší dřívější právní předpis) např. základní zákony Izraele
- rigidní – změna ústavy je obtížnější než u jiných právních norem. Nejčastěji je pro odsouhlasení její změny potřeba větší množství hlasů členů zákonodárného sboru, než pro přijetí běžného zákona. Další používaná omezení jsou (včetně kombinace více možností):
  - ustanovení omezující změny ústavy například jen jednou za pevně daný počet let
  - po změně ústavy dojde k rozpuštění zákonodárného sboru, vypsání nových voleb a změna je platná teprve tehdy, když ji nový zákonodárný sbor schválí.
  - změna ústavy musí být schválena v referendu
  - např. ve federacích je obvyklé, že změnu musí schválit většina subjektů federace
  - ústavodárné shromáždění.